# Sasnava
Sasnava is een plaats in het Litouwse district Marijampolė. De plaats telt 670 inwoners (2001).